# Der Kaiserssohn und sein Pathe
Der Kaiserssohn und sein Pathe ist ein Märchen (AaTh 590). Es steht in Johann Wilhelm Wolfs Deutsche Hausmärchen an Stelle 24.

## Inhalt
Kaiser Joseph wünscht sich endlich ein Kind und gelobt, den ärmsten Mann zum Paten zu nehmen. So kommt es, im Wald ist ein weißhaariger Alter. Später geht der Sohn jagen und kriegt vom Paten ein Buch, damit trifft er alles und ist unbesiegbar stark, wenn er es auf die Brust legt, und einen Degen, womit er stets siegt. Auch sei er stets bei ihm, wenn er an ihn denke. Nur darf er niemand den Grund seiner Stärke sagen. Er verrät auch nichts, als er mit viel geschossenem Wild heimkommt, und als er alle im Ringen besiegt. Er soll die Mutter zum Großvater begleiten. Bei einem Schloss im Wald erschlagen sechs Riesen den Kutscher, doch der Prinz tötet fünf und zwingt den sechsten, ihm zu dienen. Seine Mutter liebt den Riesen. Sie stellt sich krank und erzählt einen Traum, die Rose aus einem anderen Schloss würde sie heilen. Da sind nämlich zwölf noch stärkere Riesen. Der Sohn erschlägt sie, befreit eine Prinzessin, dann bringt er die Rose der Mutter. Sie behauptet, den Grund seiner Stärke wissen zu müssen, und er sagt es. Der Riese reißt ihm im Schlaf das Buch von der Brust, reißt ihm die Augen aus, hackt ihm die Hände ab und stößt ihn in den Wald. Er irrt umher, zum Schloss der Prinzessin. Als er den Paten ruft, ist er da und heilt ihn am Schlossbach. Man feiert Hochzeit. Der Vater erschrickt zu Tode, als er die Geschichte hört, der Sohn erschlägt den Riesen und schleift die Mutter zu Tode.

## Herkunft
Der Titel Der Kaiserssohn und sein Pathe ist bei Wolf nicht mit einem Sternchen (*) versehen, was laut seiner Vorrede anzeigt, dass er selbst den Text ausarbeitete. „Kaiser Joseph“ ist am ehesten Joseph II. Den Eingang um den Paten hat auch Wolfs Das Schloß des Todes. Vgl. zu den Riesen Das Schneiderlein und die drei Hunde, zur verräterischen Mutter Das weiße Hemd, das schwere Schwert und der goldene Ring, Das treue Füllchen, Jahns Die zwölf Riesen, zur Heilung Grimms Das Mädchen ohne Hände.
Märchen von der treulosen Mutter (AaTh 590) können als Verarbeitung emotionaler Probleme des Sohnes bei neuer Heirat der Mutter verstanden werden, ihr neuer Mann erscheint als furchtbares Wesen.